# Каменка (Приморское городское поселение)
Каменка (до 1948 года Каалиала, Хови, фин. Kaaliala, Hovi) — упразднённый посёлок на территории Приморского городского поселения Выборгского района Ленинградской области.

## Название
Деревни Каалиала и Хови, являлись частями большой деревни Ватнуори, название которой имеет, предположительно, шведское происхождение 
Топоним Каалиала в дословном переводе означает «Капустное», а Хови — «Помещичья усадьба».
В 1948 году деревня Ватнуори была переименована в Моряково. Согласно решению исполкома Виллальского сельсовета её южная часть — деревни Каалиала и Хови были переименованы в Орехово, а затем в Каменку.

## История
Название деревни встречается в документах 1550-х годов как Vathunеr (nеr = узкий залив/пролив). 
В подушных списках от 1654 года отмечено, что в Ватнуори было 11 крестьянских владений и 35 жителей. 

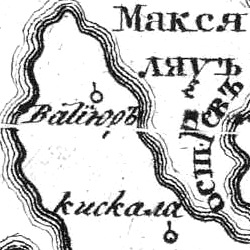
Деревня Ватнуори (Ватиюр) на русской карте 1745 года
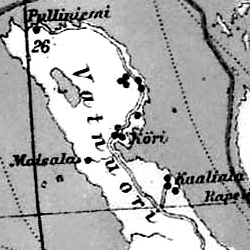
Деревни Ватнуори и Каалиала на финской карте 1923 года

До 1939 года деревни Каалиала и Хови, являясь частями большой деревни Ватнуори, входили в состав волости Койвисто Выборгской губернии Финляндской республики. Перед войной, в 1939—1940 годах в Каалиала было 27 дворов.

Деревни Ватнуори и Калиала на советской карте 1940 года

С 1 января 1940 года — в составе Карело-Финской ССР.
С 1 июля 1941 года по 31 мая 1944 года деревня находилась в финской оккупации.
24 ноября 1944 года Выборгский район был передан из состава Карело-Финской ССР в состав Ленинградской области.
С 1 января 1949 года учитывается административными данными как деревня Каменка.
15 мая 1950 года Прибыловский сельсовет, где находилась деревня Каменка, был передан из Выборгского района в Приморский район.
3 апреля 1954 года территория Приморского района была передана в состав Рощинского района.
2 января 1957 года Прибыловский сельсовет был вновь перечислен — из Рощинского района в состав Выборгского района.
Согласно административным данным 1966 и 1973 годов посёлок Каменка также входил в состав Прибыловского сельсовета.
Согласно административным данным 1990 года посёлок Каменка входил в состав Глебычевского сельсовета.
В 1997 и 2002 годах в посёлке Каменка Глебычевской волости постоянных жителей не было.
28 декабря 2004 года посёлок Каменка был упразднён в соответствии с областным законом № 120-оз.
В настоящее время на месте посёлка находится ДНП «Каменка».

## География
Посёлок располагался в северо-западной части района на полуострове Киперорт.
Расстояние до ближайшей железнодорожной станции Приморск — 19 км. 